# Alnus nitida
Alnus nitida är en björkväxtart som först beskrevs av Édouard Spach, och fick sitt nu gällande namn av Stephan Ladislaus Endlicher. Alnus nitida ingår i släktet alar, och familjen björkväxter. Inga underarter finns listade.
Arten förekommer i Indien i delstaterna Himachal Pradesh, Jammu och Kashmir och Uttarakhand, i Nepal, i Pakistan och i Afghanistan. Den växer i bergstrakter mellan 1000 och 3000 meter över havet. Alnus nitida ingår i skogar och hittas vid vattendrag. Exemplaren kan bli 20 meter höga.
Några exemplar kan skadas av betande husdjur och några träd fälls för vedproduktionen. Hela populationen anses vara stor. IUCN listar arten som livskraftig (LC).